# Geraldinos
Geraldinos é um documentário brasileiro de Pedro Asbeg e Renato Martins, que conta a história da Geral do Maracanã, carinhosamente conhecida como "o espaço mais democrático do futebol carioca", que foi extinta em 2005.
O termo Geraldinos, usado como título, foi criado pelo radialista Washington Rodrigues para referir-se aos torcedores que assistiam aos jogos na Geral do Maracanã.
O filme fez sua estreia mundial no Festival Internacional de Documentários "É Tudo Verdade" de 2015, sendo exibido no dia 15 de abril, em São Paulo, e nos dias 16 e 18 do mesmo mês, no Rio de Janeiro.

## Sinopse
| “ | "Construído em 1950 para a primeira Copa no Brasil, o Maracanã foi, por 60 anos, o espaço mítico do futebol-arte. Nesse território, a “Geral” era o lugar destinado ao povão. Não havia como jogadores e técnicos deixarem de ouvir as críticas e até xingamentos dos torcedores apaixonados, figuras não raro folclóricas que ficavam bem perto do campo. Dedicado à memória destes torcedores, o filme analisa as mudanças na reforma do estádio, em 2010, que decretaram não só o fim da concepção de um espaço para todos, mas a instalação de um modelo mais elitista de espetáculo e de cidade." | ” |